# Лемма Маргулиса
Ле́мма Маргу́лиса — фундаментальное утверждение в римановой геометрии, описывающее поведение изометрий римановых многообразий с ограниченной снизу кривизной и положительным радиус инъективности.
Установлена Григорием Александровичем Маргулисом.
Лемма Маргулиса является важным инструментом в
геометрической теории групп,
теории дискретных групп преобразований,
исследовании структур однородных пространств,
доказательстве теоремы Громова о группах полиномиального роста.

## Формулировка
Пусть {\displaystyle (M,g)} — полное риманово многообразие с секционной кривизной, ограниченной снизу ({\displaystyle K\geq \kappa } для некоторого {\displaystyle \kappa \in \mathbb {R} }), и с положительным радиусом инъективности {\displaystyle \operatorname {inj} (M)}.
Тогда для любого {\displaystyle R>0} существует константа {\displaystyle C=C(\kappa ,R,\operatorname {inj} (M))>0} такая, что для любого открытого шара {\displaystyle U\subset M} радиуса {\displaystyle R} и любых двух изометрий {\displaystyle f,g\colon M\to M} выполняется неравенство:
{\displaystyle \|[f,g]\|_{U}\leq C\cdot \|f\|_{U}\cdot \|g\|_{U},}
где 
{\displaystyle \|h\|_{U}=\sup \limits _{x\in U}d_{M}(h(x),x)} — норма изометрии на шаре {\displaystyle U},
{\displaystyle d_{M}} — метрика индуцированная метрическим тензором на {\displaystyle M},
{\displaystyle [f,g]=f\circ g\circ f^{-1}\circ g^{-1}} — коммутатор изометрий.

## Следствия
Основное следствие леммы Маргулиса — критерий почти нильпотентности групп изометрий:

Пусть {\displaystyle \Gamma } — дискретная группа изометрий полного риманова многообразия {\displaystyle (M,g)} с секционной кривизной {\displaystyle K\geq \kappa } ({\displaystyle \kappa \in \mathbb {R} }) и положительным радиусом инъективности.
Если существует точка {\displaystyle x_{0}\in M} и конечная система образующих {\displaystyle S\subset \Gamma } такие, что 
{\displaystyle \max \limits _{s\in S}d_{M}(s(x_{0}),x_{0})<\varepsilon } для достаточно малого {\displaystyle \varepsilon >0} (зависящего от {\displaystyle M}), то {\displaystyle \Gamma } почти нильпотентна, то есть содержит нильпотентную подгруппу конечного индекса.

Этот результат играет ключевую роль в доказательстве теоремы Громова о группах полиномиального роста.